# دستجرد علیا
دستجرد علیا روستایی از توابع بخش مرکزی شهرستان قزوین در استان قزوین ایران است.

## جمعیت
این روستا در دهستان اقبال شرقی قرار دارد و براساس سرشماری مرکز آمار ایران در سال ۱۳۸۵، جمعیت آن ۶۴۷ نفر (۱۵۵خانوار) بوده‌است و همچنین زبان این روستا فارسی و با لهجه قزوین می باشد .